# النا وسنینا
 النا وسنینا (روسی: Еле́на Серге́евна Веснина́؛ زادهٔ ۱ اوت ۱۹۸۶) یک تنیس‌باز اهل روسیه است.